# Pirro del Balzo
Pirro del Balzo (1430 circa – Napoli, 24 dicembre 1491) è stato un nobile italiano.
Fu 1º principe di Altamura, duca di Andria e Venosa, conte di Acerra, Bisceglie, Copertino e Montescaglioso, signore di Mottola e San Vito e gran connestabile del Regno di Napoli. È noto per essere stato uno dei principali artefici della congiura dei baroni contro il re del Regno di Napoli Ferrante d'Aragona.

## Biografia
Era il figlio primogenito di Francesco del Balzo, 3º duca di Andria, e di Sancia di Chiaromonte, contessa di Copertino e sorella di Isabella, moglie del re del Regno di Napoli Ferrante d'Aragona.
Nel 1451 sposò Maria Donata Orsini del Balzo, figlia di Gabriele, duca di Venosa, e Giovanna Caracciolo. Alla morte del padre, ucciso nel 1453 sotto le mura di Costantinopoli, Maria Donata, ottenuto il regio assenso, nel 1454 gli portò in dote il ducato di Venosa e numerose città del Regno tra le quali Acerra, Ruvo e Minervino.

Processo contro Pirro del Balzo principe di Altamura, Antonello Sanseverino principe di Salerno, Gerolamo Sanseverino principe di Bisignano, congiurati contro Ferdinando d'Aragona Re di Sicilia, 1488

Durante la guerra per il possesso del Regno di Napoli che oppone il duca Giovanni d'Angiò (figlio dell'ex re Renato) agli Aragonesi, Pirro, insieme al padre, si schierò a favore di re Ferrante contro l'Angioino, sostenuto dai vari baroni che si erano ribellati al loro re. Tra questi spiccavano il principe di Taranto, Giovanni Antonio Orsini del Balzo, ed il principe di Rossano, Marino Marzano. Dopo la rotta di Sarno (7 luglio 1460) subita dagli Aragonesi, Giovanni Antonio Orsini del Balzo nell'estate del 1462 assediò Andria, tenacemente difesa da Pirro e dal padre, in quanto questi avevano rifiutato al duca Giovanni il giuramento di fedeltà, riuscendo a farli prigionieri. Anche Spinazzola, dove si trovava la moglie di Pirro con i figli, venne assediata dal principe di Taranto e costretta alla resa. Dopo la vittoria Aragonese a Troia (18 agosto 1462), quale ringraziamento per l'aiuto prestato, il re Ferrante insignì Francesco del Balzo della carica di gran connestabile del Regno e di presidente del Sacro Regio Consiglio mentre il 10 agosto 1464 donò a Pirro il feudo di Ginosa, appartenuto al ribelle Guido Moliterno.
A seguito della presa di Otranto (1480) da parte dei Turchi, Pirro partecipò alla battaglia di Otranto distinguendosi a Roca per un fatto d'armi che vide la morte di 70 Turchi che si stavano rifornendosi di armi e vettovaglie.
Dopo la morte del padre (1482), Pirro, forse anche in ringraziamento per il sostegno dato durante tutti quegli anni difficili, ottenne altri favori; il 3 novembre 1481 il re lo creò gran connestabile del Regno ed il 16 ottobre 1482 gli donò la terra di Altamura con il titolo di principe.
Con ogni probabilità Pirro fu presente a Melfi, nella primavera del 1485, al matrimonio di Troiano Caracciolo con Ippolita Sanseverino, a quello che fu il primo atto della congiura dei baroni contro il re. Nell'autunno anziché recarsi in Abruzzo a fronteggiare Giovanni della Rovere, che aveva invaso le terre del Regno, rimase in Puglia, dove si impadronì di Spinazzola, Genzano, Barletta; ma Ferrandino d'Aragona riuscì a recuperare le terre perdute ed anche Acerra ai danni di Pirro. Nei primi di settembre del 1486 Pirro si sottometteva formalmente al re, ma subito dopo fu tra i baroni che giurarono di continuare la lotta contro il sovrano. Alfonso II d'Aragona allora conquistò Venosa e Pirro prese la dura decisione di sottomettersi a Ferrante (18 dicembre 1486).
Ma i baroni continuavano a tramare contro il sovrano. Pirro si sentiva forte del legame con la corte (la figlia Isabella aveva appena sposato Federico d'Aragona, fratello del re) e si accordò con Roberto Sanseverino, principe di Salerno, per un complotto decisivo che avrebbe preso le mosse da Roma. Ma la mancanza di determinazione gli impedì di partire: Pirro fu arrestato insieme con numerosi altri baroni il 4 luglio 1487 e rinchiuso nel Castelnuovo di Napoli, da dove non uscì più. Tutte le sue proprietà furono confiscate e finirono nelle mani del genero Federico d'Aragona.

## Discendenza
Dalla moglie Maria Donata Orsini del Balzo († 1485) Pirro ebbe:
- Federico (* circa 1455 † ante 1487), 2º conte di Acerra, il quale sposò nel 1477 Costanza d'Avalos;
- Isotta Ginevra (* 1460 † 1530), 2ª principessa di Altamura, andata in sposa il 21 luglio 1471 a Pietro de Guevara, marchese del Vasto;
- Antonia, che sposò il 17 luglio 1479 Gianfrancesco Gonzaga, signore di Sabbioneta;
- Isabella, che sposò il 28 novembre 1487 il principe e poi re del Regno di Napoli Federico d'Aragona.